# Balanava
Balanava (en francès Bellenaves) és un municipi francès, situat al departament de l'Alier i a la regió d'Alvèrnia-Roine-Alps. L'any 2007 tenia 1.041 habitants.

## Demografia

### Població
El 2007 la població de fet de Bellenaves era de 1.041 persones. Hi havia 485 famílies de les quals 170 eren unipersonals (81 homes vivint sols i 89 dones vivint soles), 186 parelles sense fills, 93 parelles amb fills i 36 famílies monoparentals amb fills.
La població ha evolucionat segons el següent gràfic:
Habitants censats

### Habitatges
El 2007 hi havia 674 habitatges, 488 eren l'habitatge principal de la família, 104 eren segones residències i 82 estaven desocupats. 579 eren cases i 60 eren apartaments. Dels 488 habitatges principals, 321 estaven ocupats pels seus propietaris, 156 estaven llogats i ocupats pels llogaters i 11 estaven cedits a títol gratuït; 42 tenien una cambra, 30 en tenien dues, 78 en tenien tres, 147 en tenien quatre i 191 en tenien cinc o més. 299 habitatges disposaven pel capbaix d'una plaça de pàrquing. A 216 habitatges hi havia un automòbil i a 151 n'hi havia dos o més.

### Piràmide de població
La piràmide de població per edats i sexe el 2009 era:
| Homes | Edats   | Dones |
| ----- | ------- | ----- |
| 0     | 95 o +  | 0     |
| 0     | 90 a 94 | 8     |
| 16    | 85 a 89 | 40    |
| 4     | 80 a 84 | 8     |
| 24    | 75 a 79 | 28    |
| 48    | 70 a 74 | 64    |
| 40    | 65 a 69 | 28    |
| 24    | 60 a 64 | 40    |
| 12    | 55 a 59 | 20    |
| 44    | 50 a 54 | 28    |
| 24    | 45 a 49 | 40    |
| 40    | 40 a 44 | 36    |
| 32    | 35 a 39 | 24    |
| 40    | 30 a 34 | 20    |
| 8     | 25 a 29 | 28    |
| 25    | 20 a 24 | 12    |
| 36    | 15 a 19 | 28    |
| 24    | 10 a 14 | 20    |
| 16    | 5 a 9   | 28    |
| 16    | 0 a 4   | 28    |

## Economia
El 2007 la població en edat de treballar era de 568 persones, 394 eren actives i 174 eren inactives. De les 394 persones actives 334 estaven ocupades (185 homes i 149 dones) i 60 estaven aturades (31 homes i 29 dones). De les 174 persones inactives 66 estaven jubilades, 48 estaven estudiant i 60 estaven classificades com a «altres inactius».

### Ingressos
El 2009 a Bellenaves hi havia 475 unitats fiscals que integraven 1.008 persones, la mediana anual d'ingressos fiscals per persona era de 14.701 €.

### Activitats econòmiques
Dels 64 establiments que hi havia el 2007, 4 eren d'empreses alimentàries, 9 d'empreses de construcció, 16 d'empreses de comerç i reparació d'automòbils, 4 d'empreses de transport, 5 d'empreses d'hostatgeria i restauració, 1 d'una empresa financera, 4 d'empreses immobiliàries, 10 d'empreses de serveis, 7 d'entitats de l'administració pública i 4 d'empreses classificades com a «altres activitats de serveis».
Dels 22 establiments de servei als particulars que hi havia el 2009, 1 era una oficina de correu, 1 una oficina bancària, 3 tallers de reparació d'automòbils i de material agrícola, 1 taller d'inspecció tècnica de vehicles, 2 paletes, 1 guixaire pintor, 2 fusteries, 1 lampisteria, 1 electricista, 1 empresa de construcció, 2 perruqueries, 1 veterinari, 3 restaurants i 2 agències immobiliàries.
Dels 6 establiments comercials que hi havia el 2009, 1 era una botiga de més de 120 m², 2 fleques, 1 una carnisseria, 1 una llibreria i 1 una floristeria.
L'any 2000 a Bellenaves hi havia 21 explotacions agrícoles que ocupaven un total de 1.552 hectàrees.

## Equipaments sanitaris i escolars
El 2009 hi havia 1 farmàcia i 1 ambulància.
El 2009 hi havia una escola elemental. Bellenaves disposava d'un col·legi d'educació secundària amb 269 alumnes.

## Poblacions més properes
El següent diagrama mostra les poblacions més properes.